# Парламентські вибори в Албанії 2021
Парламентські вибори в Албанії пройшли 25 квітня 2021 року. На них було обрано 140 депутатів Народних зборів Албанії. Для парламентської більшості необхідно 71 місце.

## Див.також
- Календар виборів 2021